# Ruta Gedmintas
Ruta Gedmintas (Canterbury, Inglaterra, 24 de agosto de 1983) es una actriz británica, más conocida por haber interpretado a Rachel en la serie Spooks: Code 9, a Elizabeth Blount en The Tudors, a Frankie en la serie Lip Service y a Dutch Velders en la serie The Strain.

## Biografía
De padre lituano y madre inglesa, Ruta creció en Buckinghamshire y estudió en el Drama Centre London bajo la dirección de Reuven Adiv.
Desde 2011 sale con el actor Luke Treadaway.

## Carrera
Entre sus participaciones en teatro se encuentran las obras The Liar, The Duchess of Amalfi, Mephisto, What Every Woman Knows, Ianov, Spring Awakening, Children of the Sun, The Major of Zalamea, Romeo and Juliet y The London Project.
En 2007 interpretó a Elizabeth "Bessie" Blount, una de las amantes del rey Henry VII de Inglaterra en la serie The Tudors. Elizabeth tuvo un hijo ilegítimo con el rey, Henry FitzRoy, quien en la serie murió joven debido a una enfermedad.
En 2008 se unió al elenco de la serie Spooks: Code 9 donde interpretó a la expolicía y recluta del MI5 Rachel Harris. La serie fue cancelada ese mismo año después de solo una temporada.
En 2010 se unió al elenco principal del drama lésbico Lip Service, donde interpretó a la irreverente, provocativa y lesbiana fotógrafa Frankie Alla, hasta el final de la serie, en 2012 al finalizar su segunda temporada, después de que la serie fuera cancelada. 
En 2011 apareció en tres episodios de la serie The Borgias donde interpretó a Ursula Bonadeo, quien se convierte en la Hermana Martha después de enterarse de que asesinaron a su esposo, y más tarde es asesinada por el ejército francés.
En 2013 se unió al elenco de la serie Do No Harm donde interpretó a Olivia Flynn, la ex-prometida del doctor Dr. Jason Cole (Steven Pasquale) y madre de su hijo, hasta el final de la serie ese mismo año.
En 2014 se suma como la hacker "Dutch" al reparto de la serie The Strain, de Guillermo del Toro.

## Filmografía

### Series de televisión
| Año         | Título              | Personaje               | Notas                                 |
| ----------- | ------------------- | ----------------------- | ------------------------------------- |
| 2019-2022   | His Dark Materials  | Serafina Pekkala        | Rol principal                         |
| 2016        | Stag                | Sophie                  | episodio # 1.3 - miniserie            |
| 2014 - 2017 | The Strain          | Kirsten "Dutch" Velders | 32 episodios                          |
| 2013        | The Guilty          | Teresa Morgan           | 2 episodios - miniserie               |
| 2013        | Do No Harm          | Olivia Flynn            | 13 episodios                          |
| 2013        | Ripper Street       | Clarissa Silver         | episodio "What Use Our Work?"         |
| 2011 - 2012 | The Borgias         | Ursula Bonadeo          | 6 episodios                           |
| 2010 - 2012 | Lip Service         | Frankie Allan           | 9 episodios                           |
| 2009        | Personal Affairs    | Evie Hartmann-Turner    | 2 episodios                           |
| 2008        | Spooks: Code 9      | Rachel Harris           | 6 episodios                           |
| 2007        | The Bill            | Gemma Heyes             | episodio "Stealth Attack"             |
| 2007        | The Tudors          | Elizabeth Blount        | 3 episodios                           |
| 2006 - 2007 | The Inocent Project | Mary Jarvis             | 6 episodios                           |
| 2006        | Goldplated          | Miranda                 | episodio "Naomi Moves Into Whiteoaks" |
| 2005        | Waking the Dead     | Shelly Martin           | episodio "Undertow: Part 1"           |

### Películas
| Año  | Título                 | Personaje     | Notas                                                                                              |
| ---- | ---------------------- | ------------- | -------------------------------------------------------------------------------------------------- |
| 2016 | A Street Cat Named Bob | Belle         | junto a Joanne Froggatt, Caroline Goodall, Anthony Head, Luke Treadaway, Darren Evans y Nina Wadia |
| 2015 | The Incident           | Annabel       | junto a Samantha Hindman y Tom Hughes                                                              |
| 2014 | Exit Log               | Amy           | corto - junto a Ophelia Lovibond                                                                   |
| 2014 | Help Point             | Maya          | corto - junto a Cian Barry y John Thomson                                                          |
| 2011 | Zerosome               | Laura Skilkin | junto a Gabriel Mann, Cooper Daniels, John Lavelle y Kadeem Hardison                               |
| 2011 | Exteriors              | Pearl         | junto a Joshua Bowman                                                                              |
| 2011 | You Instead            | Lake Espinoza | junto a Luke Treadaway, Natalia Tena y Alastair Mackenzie                                          |
| 2010 | Prowl                  | Suzy          | junto a Courtney Hope y Joshua Bowman                                                              |
| 2008 | Miss Conception        | Alexandra     | junto a Heather Graham y Mia Kirshner                                                              |
| 2008 | The Lost Samaritan     | Elle Haas     | junto a Ian Somerhalder                                                                            |
| 2005 | Atletu                 | Charlotte     | junto a Rasselas Lakew                                                                             |

### Teatro
| Año  | Obra                   | Personaje            | Teatro                     |
| ---- | ---------------------- | -------------------- | -------------------------- |
| 2006 | What Every Woman Knows | Lady Sybil Tenterden | The Royal Exchange Theatre |